# Сан Донато (Пезаро и Урбино)
Сан Донато (итал. San Donato) је насеље у Италији у округу Пезаро и Урбино, региону Марке.
Према процени из 2011. у насељу је живело 138 становника. Насеље се налази на надморској висини од 405 м.